# معرفت فلاحت
معرفت فلاحت (دوازده باب کشاورزی) اثر ریاضی‌دان سده ۱۰ق عبدالعلی بیرجندی (۹۳۴ق) است. معرفت فلاحت به گفته ایرج افشار به احتمال قوی در سال ۹۲۹ق تألیف شده‌است.

## سیر انتشار کتاب
- در سال ۱۲۸۴ش/۱۹۰۵م عبدالغفار نجم الدوله در مجموعه سه جلدی خود، نسخه خطی این کتاب را با نام در علم فلاحت و زراعت، با چاپ سنگی منتشر کرد.
- در سال ۱۳۵۹ به همت احمدرضا یاوری تحت عنوان «مقدمه‌ای بر شناخت کشاورزی سنتی ایران» توسط بنگاه ترجمه و نشر کتاب انتشار می‌یابد.[۳]
- این کتاب به کوشش ایرج افشار توسط مرکز پژوهشی میراث مکتوب در سال ۱۳۸۶ منتشر شده‌است.[۴][۵]

## فصل‌های کتاب
- باب اول در مقدمات – معرفت هوا و باران، شعرای یمانی و بعضی امور فلاحت
- باب دوم - در معرفت زراعت حبوب
- باب سوم - در معرفت امور مضره که به مزروعات و اشجار می‌رساند
- باب چهارم - در معرفت جمع کردن غلات
- باب پنجم - در معرفت درخت نشانیدن
- باب ششم - در معرفت نشاندن درخت تاک و زیتون
- باب هفتم - در معرفت غرس سایر اشجار
- باب هشتم - در معرفت پیوند کردن اشجار
- باب نهم - در چیدن میوه و نگاه داشتن او
- باب دهم - در معرفت بقول
- باب یازدهم - در معرفت دفع حیوانات موذیه
- باب دوازدهم - در منافع بقول و نباتات

## خاتمه
- بخش خاتمه مربوط به کبوترخانه می‌شود که از رموز معماری ایران می‌باشد. ساختن برج‌هایی به نام کبوترخانه به منظور حفظ مزارع از دست اندازی کبوترها، حفظ جان این پرندگان و تهیه کود لازم برای کشاورزی ساخته شده‌است.[۶]

## نگاهی به متن کتاب
- در بیان بعضی از امور فلاحت که تعلق به اوقات سال دارد از منصف فروردین ماه جلالی تا منصف اردیبهشت ماه رز را آب دهند یک نوبت و در وقتی که انگور چیده باشند یک نوبت دیگر بشرطی پرآب کرده خاصه در موضع که آب کمتر باشد تا نمی که در زمین باشد متوجه عروق رز گردد و آن را سیراب نگاه دارد از منصف خردادماه در این ماه زیادت‌های تاک رز به‌دست بیندازند و آهن از آن دور دارند و در اواخر این ماه تاکی که انگور نداشته باشد و زیاد بود بیندازند.[۷]
- و اگر تخم ماش و عدس را به سرگین گاو آلوده کنند زودتر سبز شود و بیشتر برسد؛ و تخم باقلی را یک شبانه‌روز در آب آغشته کنند و بعد از آن بکارند دان‌های آن بزرگ شود.
- و اگر عروق درخت انجیر را به شاه‌توت آلوده کنند انجیر آن درخت ساقط نشود و اگر سرگین کبوتر و فلفل و روغن کنجد هر سه برابر باهم بیامیزند و انجیر را که خام باشد به آن بیالایند زود پخته شود و اگر نمک را نرم بسایند و بیخ درخت انجیر شکافی کنند و این نمک در آن ریزند، انجیر آن درخت زود پخته شود و ساقط نشود.
- اژغون (عرق زنیان):از مزروعات و اشجار بر سبیل عموم تخم اژغون با هر تخمی که مخلوط سازند و زراعت کنند، آن مزروع از مرغ و کِرم‌ها ایمن باشد
- و اگر تخم ترب را در عسل یا در نبیذ(شراب خرما یا کشمش) مویز (شراب مویز) که شیرین بود آغشته کنند، سه روز بعد از آن زراعت کنند آن ترب شیرین بود.